# A légikísérő
A légikísérő (eredeti cím: The Flight Attendant) egy 2020-as amerikai streaming televíziós sorozat Chris Bohjalian azonos című, 2018-as regénye alapján. A főszerepben Kaley Cuoco látható. Amerikában az HBO Max, Magyarországon pedig az HBO Go  sugározza 2020. november 26-a óta. Az HBO Max megjelenése óta pedig ott található meg. A sorozat eredetileg egy minisorozatnak szánták, később, 2020 decemberében a HBO Max berendelte a 2. évadot5. A második évad 2022. április 21-én került bemutatásra. 6

## Cselekmény
|  | Alább a cselekmény részletei következnek! |

Cassie Bowden légiutas kísérő, aki meggondolatlan alkoholista, beleértve a repülés közbeni ivást is, aki a járatok közti idejét olyan férfiakkal tölti, akiket alig ismer, beleértve azokat az ügyfeleket is, akiket repülés közben ismer meg. Egyik reggel egy bangkoki szálloda egyik szobájában ébred, másnaposan, megosztva az ágyát az előző este utolsó járatának egyik utasának holttestével. Fél attól, hogy felhívja a rendőrséget, így folytatja reggelét, mintha mi sem történt volna, csatlakozva a többi légiutas kísérőhöz és a repülőtérre tartó pilótához. New Yorkban az FBI ügynökei találkoznak vele, akik megkérdőjelezik a legutóbbi bangkoki leépítésével kapcsolatban. Még mindig nem tudja összerakni az éjszakán történt dolgokat, arra kíváncsi, hogy ő lehet-e a gyilkos.

## Szereposztás

### Főszereplők
| Színész           | Karakter                    | Magyar hang     |
| ----------------- | --------------------------- | --------------- |
| Kaley Cuoco       | Cassandra Bowden            | Mezei Kitty     |
| Zosia Mamet       | Annie Mouradian             | Gáspár Kata     |
| Deniz Akdeniz     | Max Park                    | Fehér Tibor     |
| T. R. Knight      | Davey Bowden                | Crespo Rodrigo  |
| Griffin Matthews  | Shane Evans                 | Hajdú Tibor     |
| Rosie Perez       | Megan Briscoe               | Udvarias Anna   |
| Michelle Gomez    | Miranda Croft               | Varga Klári     |
| Colin Woodell     | Buckley Ware / Feliks       | Kurely László   |
| Michiel Huisman   | Alexander Sokolov (1. évad) | Mészáros Béla   |
| Merle Dandridge   | Kim Hammond (1. évad)       | Varga Gabriella |
| Nolan Gerard Funk | Van White (1.évad)          | Novkov Máté     |
| Mo McRae          | Benjamin Berry (2. évad)    |                 |
| Cheryl Hines      | Dot Karlson (2. évad)       |                 |
| Callie Hernandez  | Gabrielle Diaz (2. évad)    | Dobó Enikő      |
| J.J. Soria        | Esteban Diaz (2. évad)      |                 |

### Mellékszereplők
| Színész               | Karakter                   | Magyar hang     |
| --------------------- | -------------------------- | --------------- |
| Audrey Grace Marshall | Fiatal Cassie              | Engel-Iván Lili |
| Yasha Jackson         | Jada Harris                | Peller Anna     |
| Terry Serpico         | Bill Briscoe               | Koncz István    |
| David Iacono          | Eli Briscoe                | Kenéz Ágoston   |
| Briana Cuoco          | Cecilia                    | Tarr Judit      |
| Bruce Baek            | Hak Oh-Seong               |                 |
| Jason Jones           | Hank Bowden (1. évad)      | Szakács Tibor   |
| Owen Asztalos         | Fiatal Davey (1. évad)     | Mayer Marcell   |
| Stephanie Koenig      | Sabrina Oznowich (1. évad) | Földes Eszter   |
| Ann Magnuson          | Janet Sokolov (1. évad)    | Bajza Viktória  |
| Bebe Neuwirth         | Diana Carlisle (1. évad)   | Egri Márta      |
| Alberto Frezza        | Enrico (1. évad)           |                 |
| Ritchie Coster        | Victor (1. évad)           |                 |
| Isha Blaaker          | Nate (1. évad)             | Vilmányi Benett |
| Sharon Stone          | Lisa Bowden (2. évad)      | Básti Juli      |
| Mae Martin            | Grace St. James (2. évad)  |                 |
| Santiago Cabrera      | Marco (2. évad)            |                 |
| Sohre Ágdáslu         | Brenda (2. évad)           |                 |
| Jessie Ennis          | Jenny (2. évad)            |                 |
| Erik Passoja          | Jim Jones (2. évad)        |                 |
| Margaret Cho          | Charlie Utada (2. évad)    |                 |
| Alanna Ubach          | Carol Atkinson (2. évad)   |                 |
| Izabella Miko         | Cherri (2. évad)           |                 |

## Epizódok
| Évad | Évad | Részek száma | Részek száma | Eredeti sugárzás   | Eredeti sugárzás   | Eredeti adó         | Magyar sugárzás    | Magyar sugárzás  | Magyar adó |
| Évad | Évad | Részek száma | Részek száma | Évadbemutató       | Évadzáró           | Eredeti adó         | Évadbemutató       | Évadzáró         | Magyar adó |
| ---- | ---- | ------------ | ------------ | ------------------ | ------------------ | ------------------- | ------------------ | ---------------- | ---------- |
|      | 1.   | 8            | 8            | 2020. november 26. | 2020. december 17. |                     | 2020. december 14. | 2021. február 1. | HBO        |
|      | 2.   | 8            | 8            | 2022. április 21.  | 2022 május 26.     | 2022. augusztus 15. | 2022. október 3.   |                  | HBO        |

### 1. évad (2020)
| Sor. | Év. | Cím                                            | Rendező         | Író                                      | Premier                              |
| ---- | --- | ---------------------------------------------- | --------------- | ---------------------------------------- | ------------------------------------ |
| 1.   | 1.  | Vész esetén (In Case of Emergency)             | Susanna Fogel   | Steve Yockey                             | 2020. november 26 2020. december 14. |
| 2.   | 2.  | Sztori nyulakkal (Rabbits)                     | Susanna Fogel   | Steve Yockey                             | 2020. november 26 2020. december 21. |
| 3.   | 3.  | Temetés (Funeralia)                            | Tom Vaughan     | Kara Lee Corthron és Ryan Jennifer Jones | 2020. november 26 2020. december 28. |
| 4.   | 4.  | Összeesküvés-elmélet (Conspiracy Theories)     | John Strickland | Ian Weinreich                            | 2020. december 3. 2021. január 4.    |
| 5.   | 5.  | Idegen otthonokban (Other People's Houses)     | Glen Winter     | Ticona S. Joy                            | 2020. december 3. 2021. január 11.   |
| 6.   | 6.  | Mikor minden elsötétül (After Dark)            | Batan Silva     | Jess Meyer                               | 2020. december 10. 2021. január 18.  |
| 7.   | 7.  | Mint egy Hitchcock film (Hitchcock Double)     | Marcos Siega    | Meredith Lavender és Marcie Ulin         | 2020. december 10. 2021. január 25.  |
| 8.   | 8.  | Érkezések és indulások (Arrivals & Departures) | Marcos Siega    | Steve Yockey                             | 2020. december 17. 2021. február 1.  |

### 2. évad (2022)
| Sor. | Év. | Cím                                                                                                 | Rendező        | Író                                   | Premier                               |
| ---- | --- | --------------------------------------------------------------------------------------------------- | -------------- | ------------------------------------- | ------------------------------------- |
| 9.   | 1.  | Kettős látás (Seeing Double)                                                                        | Silver Tree    | Steve Yockey                          | 2022. április 21. 2022. augusztus 15. |
| 10.  | 2.  | Bomba, sokkoló és mackó, te jó ég! (Mushrooms, Tasers, and Bears, Oh My!)                           | Silver Tree    | Elizabeth Benjamin és Jess Meyer      | 2022. április 21. 2022. augusztus 22. |
| 11.  | 3.  | A csodás reykjavíki jégfesztivál (The Reykjavik Ice Sculpture Festival Is Lovely This Time of Year) | Jennifer Phang | Louisa Levy és Ryan Jennifer Jones    | 2022. április 28. 2022. augusztus 29. |
| 12.  | 4.  | Fájó szívvel (Blue Sincerely Reunion)                                                               | Jennifer Phang | Natalie Chaidez és Haruna Lee         | 2022. április 28. 2022. szeptember 5. |
| 13.  | 5.  | Fuldokló nők (Drowning Women)                                                                       | Pete Chatmon   | Liz Sagal és Steve Yockey             | 2022. május 5. 2022. szeptember 12.   |
| 14.  | 6.  | Fivérek, nővérek (Brothers & Sisters)                                                               | Silver Tree    | Ian Weinreich és Kristin Layne Tucker | 2022. május 12. 2022. szeptember 19.  |
| 15.  | 7.  | Hintázni izgalmas (No Exit)                                                                         | Silver Tree    | Jess Meyer                            | 2022. május 19. 2022. szeptember 26.  |
| 16.  | 8.  | Hátra és előre (Backwards and Forwards)                                                             | Silver Tree    | Steve Yockey                          | 2022. május 26. 2022. október 3.      |

## Fordítás
Ez a szócikk részben vagy egészben  a   The Flight Attendant (miniseries) című angol Wikipédia-szócikk fordításán alapul.  Az eredeti cikk szerkesztőit annak laptörténete sorolja fel. Ez a jelzés csupán a megfogalmazás eredetét és a szerzői jogokat jelzi, nem szolgál a cikkben szereplő információk forrásmegjelöléseként.